# Josef Menges

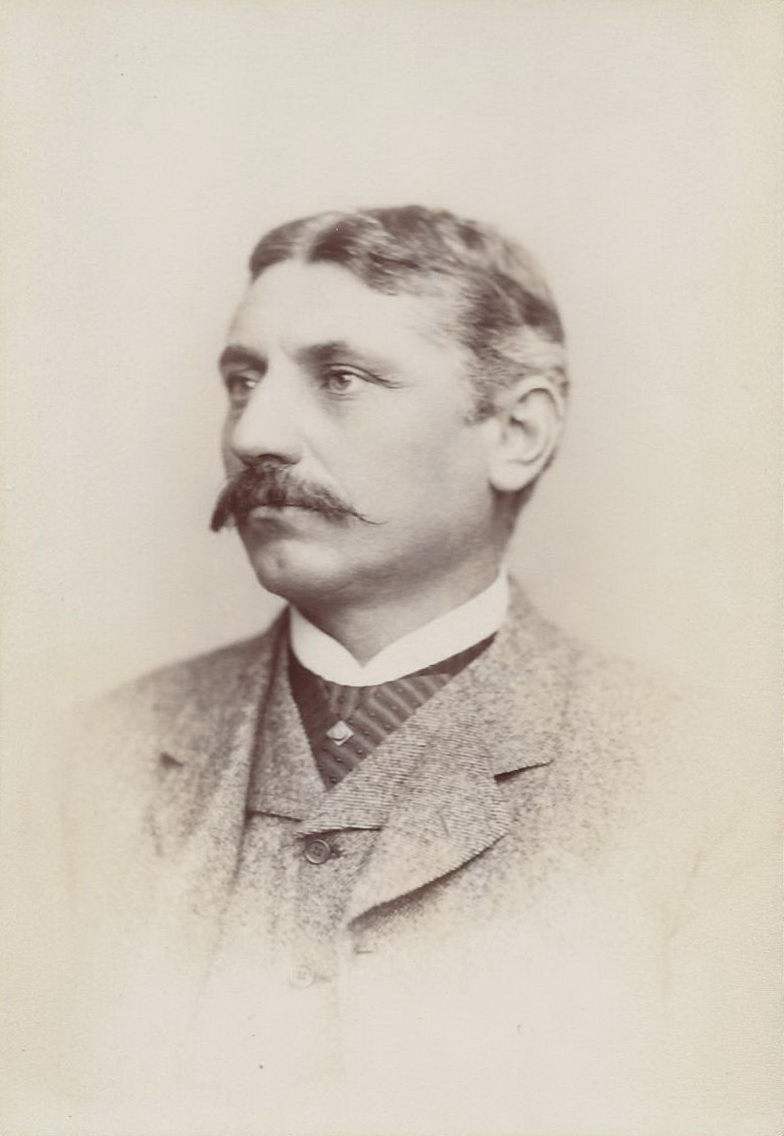
Josef Menges (1895)

Jakob Josef Menges (* 7. Oktober 1850 in Limburg an der Lahn; † 4. Januar 1910 ebenda) war ein deutscher Afrikaforscher.

## Biographie
Josef Menges war ein Sohn von Joseph Menges und dessen Ehefrau Maria Josepha Diefenbach. Sein Vater war der letzte Thurn- und Taxis’sche Posthalter von Limburg a. d. Lahn, der sich rege in der Kommunalpolitik engagierte und 1877 zum Bürgermeister gewählt wurde.
Josef Menges besuchte in Limburg das Prorealgymnasium und absolvierte in Frankfurt am Main eine Ausbildung zum Eisenbahnbeamten.
Er bereiste Europa, Amerika, Afrika, Ceylon und Indien, sprach nicht nur die Weltsprachen Englisch, Französisch und Italienisch, sondern auch noch viele Dialekte Afrikas. Zur Finanzierung seiner Forschungsreisen in Nordost-Afrika veröffentlichte er zahlreiche Reise- und Forschungsberichte. Später widmete er sich dem Tierhandel und belieferte die europäischen Tierparks mit exotischen Tieren.

## Forschungsreisen
Da Josef Menges’ Interesse besonders Nordost-Afrika galt, bewarb er sich bei Charles George Gordon, einem britischen Generalmajor der ägyptischen Provinz Sudan. Als dessen Sekretär bereiste er (1873–1874) die Gebiete entlang des Weißen Nils von Khartum bis hinunter nach Gondokoro (Ismailia).
Josef Menges plante weitere Forschungsreisen in das Land am Roten Meer und organisierte wissenschaftlichen Expeditionen durch Nord-Ostafrika. Seine Reiserouten führten ihn besonders in den ägyptischen Sudan, das Hinterland von Somalia und nach Abessinien.
Mit täglichen meteorologischen Messungen, regelmäßigen Höhenbestimmungen sowie der Erfassung der Temperatur dokumentierte Menges die klimatischen Bedingungen auf seinen Reisen. Anhand seiner Itinerar-Aufzeichnungen, einer zusammenfassenden Darstellung von Verkehrswegen und Straßen, sowie der Beschreibung der Vegetationsbedeckungen und Bergformationen konnten detailgetreue kartographische Werke der von ihm bereisten Landstriche erstellt werden. Gemeinsam mit den von Menges verfassten Reiseberichten wurden diese in „Petermanns Geographische Mitteilungen“ veröffentlicht. Die Zeitschrift PGM, gegründet von August Heinrich Petermann, war die älteste deutschsprachige Fachzeitschrift für Geographie, in der alle bedeutenden geographischen Entdeckungen des 19. und 20. Jahrhunderts publiziert wurden. Zeitungsgründer Aug. H. Petermann (* 1822; † 1878) war zudem einer der bekanntesten Geographen und Kartographen des 19. Jhdt. Für seine Zeitschrift arbeiteten auch die bekannten Kartographen Dr. Bruno Hassenstein (* 1839; † 1902) und Carl Barich (* 1859; † 1902), beide erstellten detailgetreue Karten zu den Afrika-Reisen von Josef Menges.
Josef Menges interessierte in den von ihm bereisten Gebieten Afrikas vor allem die Menschen, ihre Lebensweise und ihre Kultur. Dazu veröffentlichte er zahlreiche Berichte in den Fachzeitschriften und stand in regem Kontakt mit namhaften Ethnologen und den Museen für Völkerkunde.
Auf seinen zahlreichen Reisen lernte er nicht nur fremde Länder und ihre Kulturen, sondern auch die Pflanzen- und Tierwelt kennen. So akribisch wie er seine Reisewege in Bezug auf Landschaft, Klima und Pflanzenwelt dokumentierte, so beschrieb er auch die Tierwelt. Seine Erfahrungen und Erkenntnisse als Forscher und Zoologe dokumentierte er in diversen Fachzeitschriften wie z. B.: „Der Zoologische Garten“ oder „Globus-illustrierte Zeitschrift für Länder und Völkerkunde“.

## Tierhändler
Zur finanziellen Unterstützung seiner Expeditionen verband Josef Menges sich bereits 1876 mit dem Hamburger Tierhändler Carl Hagenbeck, lieferte ihm Angaben zu den gesichteten Tierbeständen, den Möglichkeiten des Fangs und des erfolgreichen Transportes zur Küste und nach Europa.
Menges wurde ob seiner herausragenden Kenntnisse über Fang, Haltung und Pflege von Wildtieren zum gefragten Experten und Lieferanten der Zoologischen Gärten und Menagerien. Im Februar 1887 übernahm er eine Tierhandlung in Triest und eröffnete hier seine eigene Handelsniederlassung. Hier richtete er eine Quarantänestation ein, in der die Tiere versorgt und gepflegt wurden, bevor sie ihre Weiterreise zu den europäischen Tierparks antraten. Neben Hamburg wurde der Zoologische Garten in Frankfurt zum wichtigsten Umschlagplatz der von Menges nach Europa eingeführten Tiersammlungen. Als am 1. April 1893 Dr. Adalbert Seitz, Direktor des Frankfurter Zoologischen Gartens wurde, stellte er ihm hier ein Zwischenlager zur Verfügung, sodass seine großen Tierimporte zuerst im Frankfurt Zoo gezeigt und verkauft werden konnten.

## Veröffentlichungen
REISEBERICHTE:
Josef Menges: Fahrt auf einer ägyptischen Eisenbahn, 1876.
Josef Menges: Die heißen Quellen von Eilet (Abessinien), 1877.
Josef Menges: Reise in den ägyptischen Sudan, 1883.
Josef Menges: Ausflug in das Somali-Land, 1884.
Josef Menges: Die Karawanenstraße zwischen Suakin und Kasalla, 1887.
Josef Menges: Reisen zwischen Kasalla und dem Setit 1888.
Josef Menges: Streifzüge in das Küstenland der Habr Auel, 1894.
BERICHTE AUS DEM BEREICH DER ZOOLOGIE
Josef Menges: Bemerkungen über den deut. Tierhandel von Nord-Ost-Afrika, 1876.
Josef Menges: Einige Mittheilungen über das Warzenschwein (Phacochoerus Aeliani), 1876.
Josef Menges: Jagdzug nach dem Mareb und oberen Chor Baraka, März–April 1881, 1884.
Josef Menges: Das Nilpferd des Zoologischen Gartens zu Hamburg, 1882.
Josef Menges: Die Einführung des Dromedars in Südafrika, 1885.
Josef Menges: Verwilderte Kamele in Arizona, 1886.
Josef Menges: Jagdausflug in das nördliche Somaliland, 1886.
Josef Menges: Bemerkungen über die Gazella Walleri des nördl. Somalilandes, 1887.
Josef Menges: Der Wildesel des Somalilandes, 1887.
Josef Menges: Die Verwendbarkeit des Elefanten zur Erschließung Afrikas, 1888.
Josef Menges: Ausdauer eines Leoparden, 1888.
Josef Menges: Eine neue Antilope des Somalilandes, 1894.
BERICHTE AUS DEM BEREICH DER ETHNOLOGIE :
Josef Menges: Die Ursachen des ägyptisch-abessinischen Krieges, 1876.
Josef Menges: Die Bewaffnung und Kriegführung der Sudanesen, 1884.
Josef Menges: Die Basen oder Kunama (am oberen Setit und Gasch), 1885.
Josef Menges: Von der Somaliküste, 1885.
Josef Menges: Die Bewohner des Hochplateaus der Somali-Halbinsel, 1886.
Josef Menges: Die Zeichensprache des Handels in Arabien und Ost-Afrika, 1885.
Josef Menges: Bemerkungen über einige in Nord-Ost-Afrika vorkommende Krankheiten und deren Behandlung durch die Eingeborenen, 1886.
Josef Menges: Der Sklavenhandel am Rothen Meer und am Golf von Aden, 1888.
Josef Menges: Die Küstenlandschaft des Somalilandes östlich von Berbera, nebst Bemerkungen über die Folgen der englischen Herrschaft, 1891.
Josef Menges: Zustände im östlichen Sudan, 1894.